# 2036
2036 рік — високосний рік за григоріанським календарем.

## Події
- Відбудуться XXXVI Літні Олімпійські ігри.
- Астероїд 99942 Апофіс пролетить близько до Землі. Німецький школяр розрахував, що існує ймовірність (1 до 45000, за іншими даними, 1 до 450) зіткнення Астероїда з Землею, але NASA спростувала інформацію.[1][2]

## Вигадані події
Події фільму «За межею» відбуваються 2036 року.